# Tiefenloh
Tiefenloh bzw. Tiefenlohe auch Tiefenloch ist der historische Name eines abgegangenen Weilers in Lesík (deutsch Mühlberg), einem Ortsteil der Gemeinde Nejdek (Neudek) im Bezirk Karlsbad in Tschechien.

## Lage
Das ehemalige Gut lag am Nejdecký potok, an der Straße nach Kraslice, ungefähr auf den Grundstücken mit den ehemaligen Hausnummern 20 in Lesik und 21, 155 in Bernov. Möglicherweise aber auch weiter westlicher.

## Geschichte
Die Gegend wurde bereits Ende des 13. Jahrhunderts von oberfränkischen Zinnseifner besiedelt. Die Ersterwähnung des Gutes erfolgte 1566. Die Endung Loh ist ein altes deutsches Toponym und bedeutet in etwa Wald oder Bodensenkung.
Tiefenloh bestand zunächst aus einem einzelnen Hof, der ein Edelsitz war. In der zweiten Hälfte des 16. Jahrhunderts besaß ihn der Rittergutsbesitzer Jörg Hutzelmann von Wolfshof der sich „auf Tiefenloh und Oedt“ nannte. Zu dem freien Gut gehörte außer Tiefenloh und Oedt der Neuhof und der Grund auf dem später die Dörfer Mühlberg und Bernau entstanden. Laut einer im Gemeindearchiv von Neudek erhaltenen Urkunde bat Hutzelmann 1593 die Kirche von Neudek zur Begleichung seiner Schulden um einen Zahlungsaufschub. Es ist wahrscheinlich, dass er in den darauf folgenden Jahren den Besitz an die Grafen Schlick verkaufte. 
1602 erhielt Friedrich Colonna von Fels die Herrschaft Neudek von seinem Vetter Graf Stephan Schlick um 69.000 Schock. Im Kaufvertrag kommen auch die ehemals Hutzelmännischen Güter vor. In Tiefenloh am Fluss Rodisbach befand sich seit Anfang des 17. Jahrhunderts eine Mühle um der sich eine Streusiedlung entwickelte. Seit 1620 trägt sie in den Kirchenbüchern den Namen Mühlberg, abwechselnd auch wieder Tiefenloh. 1625 war Peter Dürrschmidt Müller in der Tiefenloh. 1630 starb der Fleischhacker Georg Pöhner beim Wirt in der Tiefenloh. In der Seelenliste des Elbogener Kreises von 1651 werden die Bewohner ausschließlich im Dorf Mühlberg oder Bernau genannt. Der Neuhof oder Hammelhof wurde von einem herrschaftlichen Schaffer verwaltet. 1724 war Johannes Stöckner obrigkeitlicher Neuhof-Schaffer.
Laut Fachlehrer Pilz ging der Weiler im Laufe des 18. Jahrhunderts in den Dörfern Mühlberg und Unter-Bernau auf. 1847 wird Tiefenloh als Ortsteil von Mühlberg ausgewiesen. Zu dieser Zeit wurde dort noch die Mühle mit einer Brettsäge betrieben. Der Weiler scheint seit der Zweiten Hälfte des 19. Jahrhunderts nicht mehr existiert zu haben. Der Name Tiefenloh bezeichnete nur noch eine Ortslage von Mühlberg. Noch heute stehen dort an der Straße nach Kraslice und im Gebiet südwestlich des Stausees Lesík Häuser.

## Sonstiges
Einer Sage nach bestand zwischen Hutzelmann von Wolfshof und dem benachbarten Rittergutsbesitzer Haslauer von Haslau eine tiefe Feindschaft. Zum Friedensschluss stifteten beide zwischen ihren Gütern Thierbach und Oedt eine Kapelle die auf Neudeker Fluren stand. Sie erhielt später den Namen „Lohwasserkapelle“ nach dem nahe gelegenen Lohwasserhügel, der nordwestlich der Kapelle lag.

## Weitere Ortschaften
- Tiefenlohe, Ortsteil der Gemeinde Immenreuth im Oberpfälzer Landkreis Tirschenreuth in Bayern